# Burmesische Badmintonmeisterschaft 1952
Die Burmesische Badmintonmeisterschaft 1952 fand in Rangun statt. Es war die vierte Auflage der nationalen Titelkämpfe von Myanmar (Burma) im Badminton.	

## Titelträger
| Disziplin    | Sieger                      |
| ------------ | --------------------------- |
| Herreneinzel | Maung Maung Lat             |
| Dameneinzel  | N. Fisher                   |
| Herrendoppel | Maung Maung Lat Nyunt Maung |
| Damendoppel  | N. Fisher M. Raymond        |
| Mixed        | Maung Maung Lat Ma Mya Yin  |